# Mittelaletschbiwak
Das Mittelaletschbiwak war eine unbewirtschaftete Biwakhütte der Sektion Diablerets des SAC, die im Winter 2018/2019 durch eine Lawine komplett zerstört wurde. Ob und wann das Biwak wiedererrichtet wird, ist ungewiss.

## Lage und Umgebung
Das im September 1977 erbaute und am 4. Juni 1978 eingeweihte Biwak befand sich in 3013 m Höhe unterhalb des Dreieckhorns über dem linken Rand des Mittelaletschgletschers.

## Wege

### Zustieg
Der Zustieg erfolgt von der Bettmeralp oder von Fiescheralp/Märjelen, wobei der Aletschgletscher überquert wird. Danach steigt man auf dem Mittelaletschgletscher bis zum früheren Standplatz der Biwakschachtel auf.
Alternativ gelangt man vom Jungfraujoch über den Konkordiaplatz, den Aletschgletscher und den Mittelaletschgletscher dorthin.
Alle Zustiege sind von Länge und Charakter als Hochtour zu bewerten.

### Gipfelbesteigungen
Das Mittelaletschbiwak war Ausgangspunkt für die Besteigung des Aletschhorns, des Dreieckhorns und des Vorderen Geisshorns.

### Übergänge zu anderen Hütten
Konkordiahütten, Oberaletschhütten